# Francis Ponge
Francis Jean Gaston Alfred Ponge , född 27 mars 1899 i Montpellier, död 6 augusti 1988 i Le Bar-sur-Loup, var en fransk essäist och poet.

## Biografi
Francis Ponge föddes i Montpellier 1899. Han studerade juridik i Paris och litteratur i Strasbourg. Under första världskriget arbetade han som journalist och redaktör, sedan hade han kontakt med den surrealistiska rörelsen. 1937 gick han med i Franska kommunistpartiet, som han lämnade 1947. Han levde senare en tid i Algeriet.

## Verk
Francis Ponges mest berömda verk är Le parti pris des choses där han beskriver apelsiner, potatisar och cigaretter på ett poetiskt vis. Hans verk förknippades av Jean-Paul Sartre med fenomenologin.